# Bertha von Suttnerová
Bertha Sophia Felicita von Suttnerová, rozená hraběnka Kinská ze Vchynic a Tetova (9. června 1843 Praha – 21. června 1914 Vídeň), byla česko-rakouská radikální pacifistka, publicistka a spisovatelka. Varianty jejího jména jsou: Bert(h)a (von) Suttner(ová), Berta Kinská-Suttnerová, Berta ze Suttnerů. V roce 1905 se stala první ženou, jíž byla udělena Nobelova cena za mír.

## Život
Narodila se v domě č. 697 (roh Vodičkovy ulice a ulice V Jámě na Novém Městě pražském), jejím otcem byl hrabě František Josef Kinský (1768–1843) polní podmaršál, příslušník jedné z nejstarších šlechtických rodin v Čechách a matka Sofie (Žofie) Vilemína hraběnka Kinská-Körnerová (dcera hejtmana jízdy Josefa von Körnera).
Berta žila část dětství s matkou v Praze i na Staroměstském náměstí v paláci Kinských, ale zejména pro nerovnost původu Bertiných rodičů i skutečnost, že otec již nežil, byly vztahy mezi její matkou a širší rodinou Kinských napjaté. Matka s dcerou proto odešly do Brna a zde, u Bertina poručníka, otcova přítele Ernsta Egona Fürstenberga, se jí dostalo péče i kvalitního vzdělání; také bohatá knihovna v ní probudila zájmy a schopnosti, které jí ve spojení s jazykovým nadáním uvedly do světa hudby, zpěvu a umění i humanistických věd. Naučila se kromě rodné němčiny a češtiny i francouzsky, anglicky a italsky.

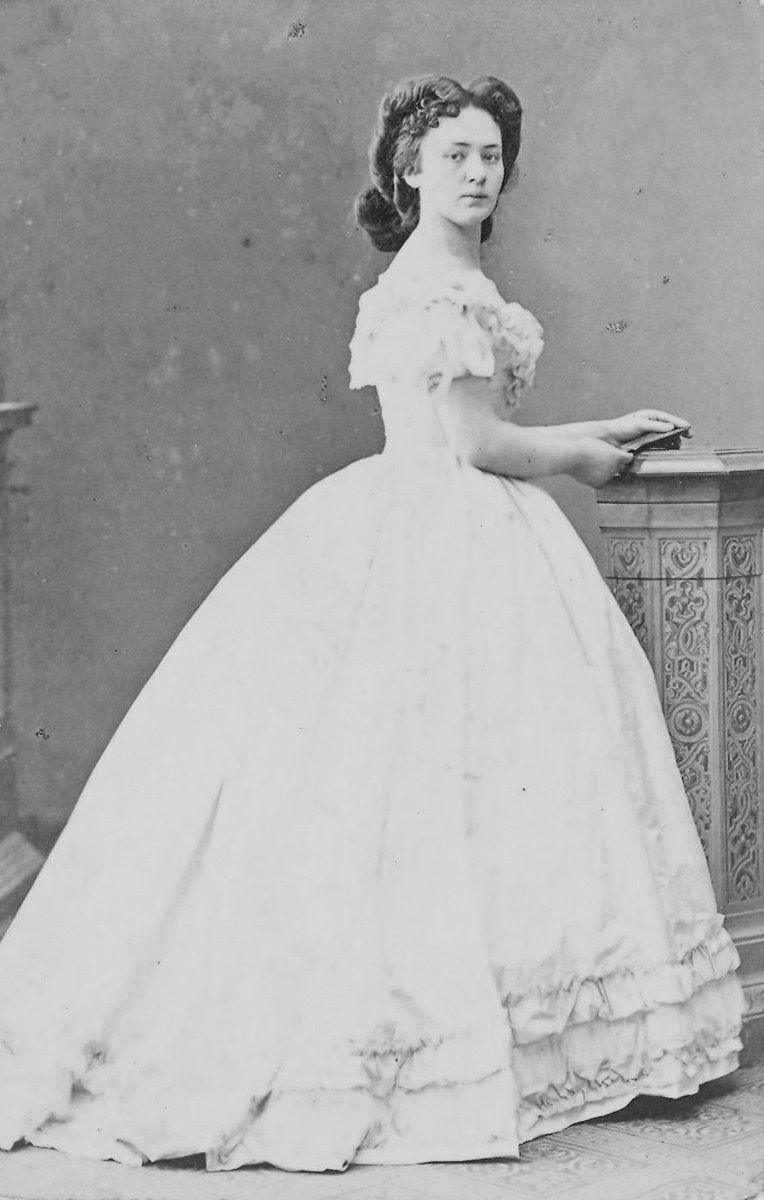
Bertha von Suttnerová v roce 1873

V roce 1856 se odstěhovaly do Vídně k tetě. Zde vzdělaná sestřenice Elvíra měla na Bertu kladný vliv a zasvětila ji do literatury a filozofie. V roce 1873, kdy rodinné jmění (zděděné po otci) bylo téměř vyčerpáno, přijala Berta místo guvernantky v rodině velkoprůmyslníka Karla von Suttnera. Vyučovala jeho čtyři dcery hudbě a jazykům. Sblížila se s Arturem (* 1850), nejmladším synem Suttnerů. I přes nesouhlas rodiny se 12. června 1876 Berta za Artura tajně provdala a oba odjeli do Gruzie, na pozvání Bertiny přítelkyně, kněžny Jekatěriny Dadiani z Mingrelie. Finanční prostředky získávali především vyučováním v tamních šlechtických rodinách a psaním článků pro noviny ve Vídni a Berlíně. Oba též pracovali ve vojenských lazaretech při rusko-turecké válce a Berta zde poznala velké a zbytečné utrpení. Tato doba byla začátkem její nové filosofie; zbytečné utrpení, přinášené válkou, začalo být zlem, proti kterému je třeba se postavit.
V roce 1885 se vrátili zpátky do Vídně, došlo k usmíření s rodinou a návratu do rodinného zámku Harmannsdorf v Dolních Rakousích. Na dva roky (1886–1888) opět odcestovali do Paříže, kde byli jako uznávaní publicisté vítáni mezi literáty a intelektuály.
V roce 1889 Berta von Suttnerová vydala román Die Waffen nieder! (v češtině Odzbrojte!, pův. přeložila Vlasta Pittnerová; nejnověji Složte zbraně! (2020) v angličtině vydáno jako Lay Down Your Arms, 1892). Suttnerová znala válečné dějiny i historii Královéhradecka a v knize mj. popisuje dění v kraji těsně po velké bitvě u Hradce Králové v r. 1866. Román vyvolal velký rozruch a postavil autorku mezi přední představitele mírového hnutí ve světě. Začala se angažovat v protiválečných aktivitách; brzy stála v čele výborů mírových organizací, v jejich setkání v Evropě. Jezdila na první mezinárodní kongresy, propagovala založení mezinárodního smírčího soudu v Haagu a také další organizace, obhajující práva žen a národnostních menšin, vyjadřovala svůj odpor k antisemitismu. Začala vydávat (1892–1910) pacifistický časopis Odzbrojte (Die Waffen nieder!). Po smrti manžela Artura (10. 12. 1902) věnovala své veškeré úsilí mírovým aktivitám.
S jménem Berty Suttnerové jsou spojovány zejména tyto události:
- Při pobytu v italských Benátkách (začátkem 1891) dala popud k založení Mírové společnosti Benátky (Friedengesellschaft Venedig).
- Uveřejnila výzvu k založení mezinárodní pacifistické organizace; a ta byla založena na staré vídeňské radnici v říjnu 1891 pod názvem Osterreichische Friedensgesselschaft („Rakouská mírová společnost“).
- Na 3. mírovém kongresu (listopad 1891) v Římě byla zvolena viceprezidentkou Mezinárodního mírového byra. Kongres se konal na Kapitolu a Suttnerová byla první ženou, která kdy na tomto historickém místě pronesla řeč.
- Za úspěch Berty a jejích přátel lze pokládat i zřízení Stálého rozhodčího soudu se sídlem v Haagu v roce 1899.
- 3. září 1891 oznámila založení „Rakouské společnosti přátel míru“ (Österreichische Gesellschaft der Friedensfreunde); tato společnost při své schůzi jmenovala Bertu von Suttner prezidentkou společnosti (tou byla až do své smrti).
- Předala císaři Františku Josefovi I. (3. června 1897) podpisový arch s obhajovací řečí pro mezinárodní arbitrážní soud.
- V roce 1899 se účastnila příprav První Mírové konference v Haagu (k otázkám národní i mezinárodní bezpečnosti, odzbrojení a zřízení trvalého mezinárodního Nejvyššího soudu).
- Účastnila se Světového mírového kongresu v Monaku (1902), za rok cestovala opět do Monaka na otevření Mezinárodního institutu míru (Institut International de la Paix).
- V roce 1904 se konala Mezinárodní ženská konference v Berlíně. Berta von Suttner na závěrečné mírové demonstraci ve filharmonii měla přednášku. A téhož roku odjela do USA na Světový mírový kongres v Bostonu. Potom cestovala po Americe a mívala až tři přednášky denně. Ve Washingtonu byla pozvána do Bílého domu k rozhovoru s prezidentem Theodorem Rooseveltem. Podruhé byla v USA v roce 1912 a přednášela tam ve více než padesáti městech.
- Dne 21. srpna 1904 se konala ve společenském domě Casino v Mariánských Lázních přednáška Suttnerové jakožto prezidentky Rakouské mírové společnosti. Noviny psaly o mimořádně navštívené přednášce o pacifistickém hnutí a o boji s válkami.[9] Udržovala kontakt se svou rodnou zemí; za pacifistu a svého stoupence považovala také T. G. Masaryka. Setkávala se i s básníky Svatoplukem Čechem a Jaroslavem Vrchlickým. Již na podzim 1895 byla Berta Suttnerová v rodné Praze a ustavení české sekce Mírové společnosti mělo naději na úspěch. Německé kruhy chtěla získat vystoupením v Tiskovém klubu Concordia (v Německém domě v ulici Na příkopech). Pacifismus měl překlenout napětí mezi Čechy a Němci, ale její snaha se setkala s neúspěchem a nepochopením německé strany.
- V roce 1907 se aktivní Suttnerová účastnila druhé mírové konference v Haagu, kde se oproti roku 1899 mnohem ostřeji jednalo o pravidlech válečného práva a o otázkách stabilního míru.

Berta Suttnerová, rodačka z Prahy, byla označována za nejproslulejší ženu světa před první světovou válkou. Svou literární prací a činností pro zachování míru se řadí do čela obránců humanistických idejí v Evropě druhé poloviny devatenáctého století. Zemřela po krátké těžké nemoci ve svých 71 letech – 21. června 1914 ve Vídni.

## Publicistka a spisovatelka
Při pobytu v Gruzii (1876–1885) s manželem psali články pro nejrůznější časopisy a také literárně náročné stati pro vídeňský a berlínský tisk, seznamovali veřejnost s exotickým prostředím a psali zprávy o rusko-turecké válce 1877. Suttnerová psala také pod pseudonymy B. Oulet nebo Jemand. Jméno Berty Suttnerové se stávalo v literárních kruzích Evropy pojmem. V Gruzii napsala také několik novel, které byly publikovány a našly brzy své čtenáře. Spolu s manželem Arturem Suttnerem přeložili legendární epos od Šoty Rustaveliho: Muž v tygří kůži, nejvýznamnější památku staré gruzínské literatury.
Po návratu do Vídně se Berta v psaní soustředila na myšlenku mírového světa bez válek. A upsala se pacifismu. Kniha High Life (1886) měla hlavní téma respektování člověka a jeho svobodné vůle rozhodovat o sobě samém. Dále chtěla napsat knihu proti válce a vyjádřit, co si myslí a cítí bolest, kterou v ní vyvolává představa války, psala (1887 a 1888) a vydala knihu Die Waffen nieder (1889). Tato kniha byla přeložena do mnoha jazyků a opakovaně vydávána. V češtině vyšla kniha pod názvem „Odzbrojte!“ v roce 1896 v překladu Vlasty Pittnerové s věnováním památce Vojty Náprstka, iniciátorovi překladu knihy.
Román měl nebývalý ohlas, v kritikách se objevilo i srovnávání jeho významu s Biblí.[zdroj⁠?!] Do historie vešla i slova: „Třebaže kniha není pochopitelně schopna změnit svět, román Suttnerové má k tomu blízko.“ S nadšením její protiválečné dílo přivítal i Alfred Nobel, Suttnerové v dopise z Paříže 1. dubna 1890 napsal: „Milá baronko, přítelkyně! Dočetl jsem právě Vaše mistrovské dílo. Praví se, že existuje 2000 různých jazyků – je to o 1999 víc, než je nutné … překlad Vaší vynikající knihy by ovšem neměl chybět v žádné z existujících řečí, aby mohla být všude čtena a diskutována… Váš jednou provždy a ještě víc Alfred Nobel.“
Berta Suttnerová psala také (německy) divadelní hry, povídky a pacifistické spisy. Z početného díla například:
| - Inventarium einer Seele (1883) - Ein Manuskript (1885) - Ein schlechter Mensch (1885) - Kniha "High Life" (1886) - Strojový věk (1888) - O argumentech Karla svobodného pana Stengela a jiných ve prospěch války a proti ní (1899) - Mírová konference v Haagu (1900) - Martiny děti – román (1902) | - Erzählte Lustspiele (1889) - Trente et qu arante (1893) - Boj o zabránění světové válce – Krieg dem Krieg !: aus dem Tagebuch eines Idealisten (Válka proti válce: z deníku idealisty) s předmluvou Berty Suttnerové (1907) - Zbrojení a přezbrojení (1910) - Z dílny pacifismu (1911) - Der Menschheit Hochgedanken (Berlin 1911) - Barbarizace vzduchu – esej (1912) - Vzlety lidstva: Román budoucnosti (1914) |

## Nobelova cena za mír

### Setkání s Alfredem Nobelem
Bertě Kinské, guvernantce v rodině Suttnerů, se od paní baronky, která chtěla zabránit dalšímu vztahu mezi Bertou a jejím synem Arturem, dostalo (1875) doporučení přijmout nabídku jiného zaměstnání. Předala jí také inzerát o hledání sekretářky znalé jazyků. Berta po korespondenci nabídku přijala, odjela do Paříže a nastoupila jako tajemnice u Alfreda Nobela. Ten však byl brzy nato požádán švédským králem, aby se vrátil z Paříže do vlasti a tak se Berta po pár týdnech práce vrátila do Vídně (také na Arturovy písemné prosby).
Krátký čas, který prožila v Paříži s Nobelem, položil základ k jejich celoživotnímu hlubokému přátelství a vzájemné úctě – a k dopisování po celou dobu. Nobel si dobře rozuměl i s Bertiným manželem a ještě se několikrát sešli.

### Prvotní myšlenka
Dopis, který 7. ledna 1893 Bertě napsal, je zcela mimořádně důležitý: V něm Nobel Bertě naznačil, že hodlá založit fond, ze kterého se budou vyplácet ceny vědcům, lékařům a že také míní zřídit cenu pro toho, kdo se nějak zasloužil o světový mír a porozumění mezi národy.[zdroj⁠?!]
Po smrti Alfreda Nobela (10. prosince 1896) jeho závěť prohlašuje, že jeho majetek má být použit na „ocenění pro ty, kteří během předcházejícího roku prokázali největší přínos lidstvu“. Velká míra vlivu na toto rozhodnutí se připisuje právě Bertě von Suttnerové – která byla pro Nobela inspirací zejména při myšlence udělovat cenu za mír.

### Ocenění
- 10. prosince 1905 obdržela Berta von Suttner jako první žena na světě Nobelovu cenu za mír, kterou převzala 18. dubna 1906 v Kristianii (Oslo). Zde pronesla přednášku „Vývoj mírového hnutí“.[11] Čestného ocenění se jí také dostalo (posmrtně) při proslovu Stefana Zweiga na Mezinárodním ženském kongresu k porozumění národů v Bernu (1917).
- V roce 2006 vyšla kniha „Život pro mír“ (originál Ein Leben für den Frieden), která na 577 stranách popisuje život Berty Suttnerové. Autorkou je Brigitte Hamann, do češtiny knihu přeložila Alena Bláhová.
- 8. června 2008 byla v Paláci Kinských na Staroměstském náměstí slavnostně odhalena pamětní deska rodačce Bertě von Suttnerové-Kinské.
- Ve Vídni již řadu let existuje Společnost Berty Suttnerové, zabývající se odkazem jejích myšlenek. Ve skandinávských zemích se život a dílo Suttnerové stalo námětem pro stovky knih a rozhlasových pořadů.
- V listopadu 2005 se v budově Senátu ČR konala mezinárodní konference (při příležitosti stého výročí udělení Nobelovy ceny za mír) za účasti předních českých politiků a přítomnosti významných hostů, v čele se zástupci Mezinárodního mírového výboru v New Yorku, Mírového kongresu v Ženevě či Nobelova Institutu v Oslu.
- Mnoho měst v Rakousku a v Německu nese dodnes její jméno v názvech ulic či náměstí a Bertha von Suttner je zobrazena na rakouské minci v hodnotě 2 euro. Její portrét se nacházel i na starší rakouské bankovce – 1000 šilinků. V roce 2013 vyšel její portrét na české osmnáctikorunové známce.

## Fotogalerie

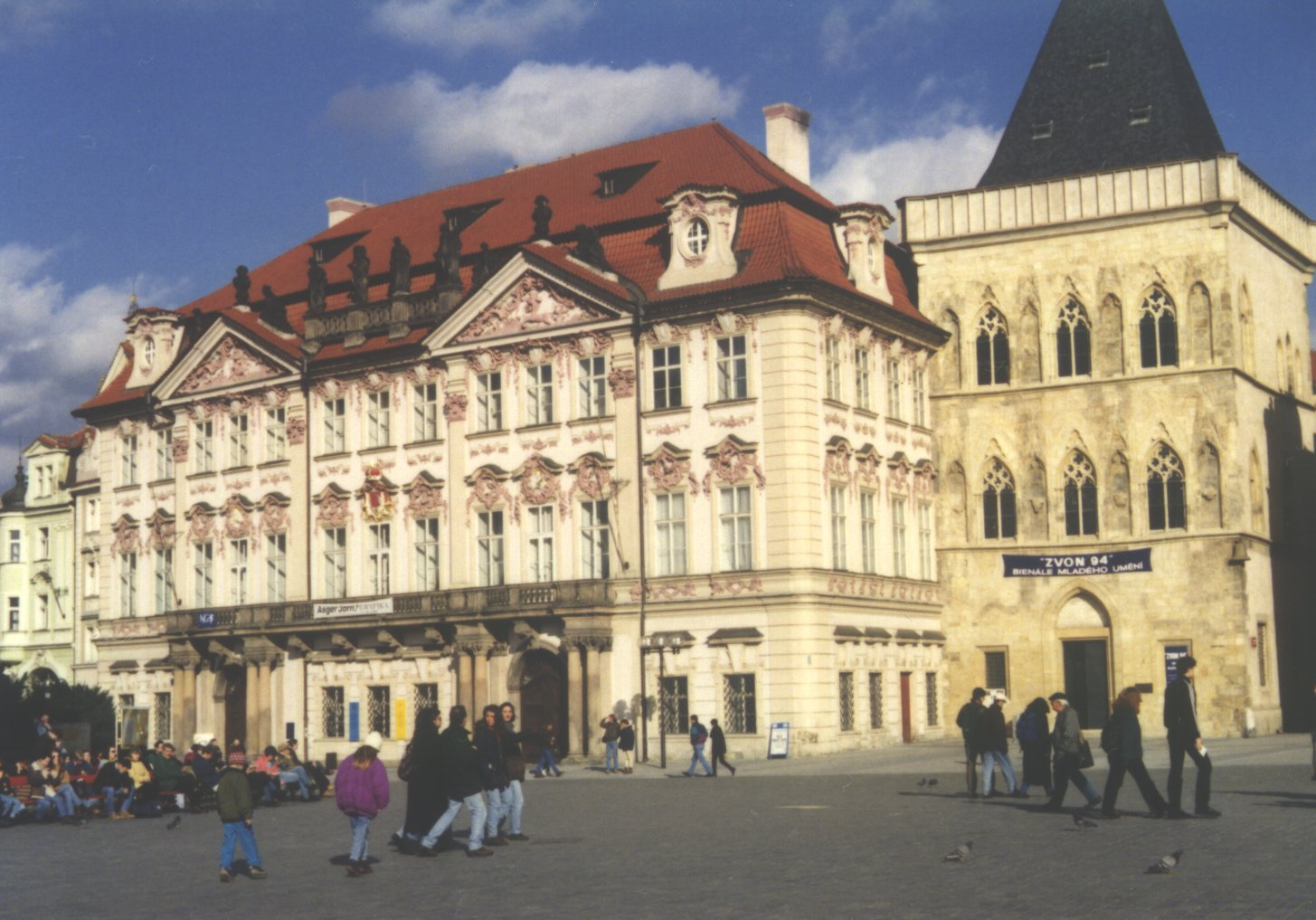
Palác Kinských v Praze na Staroměstském náměstí
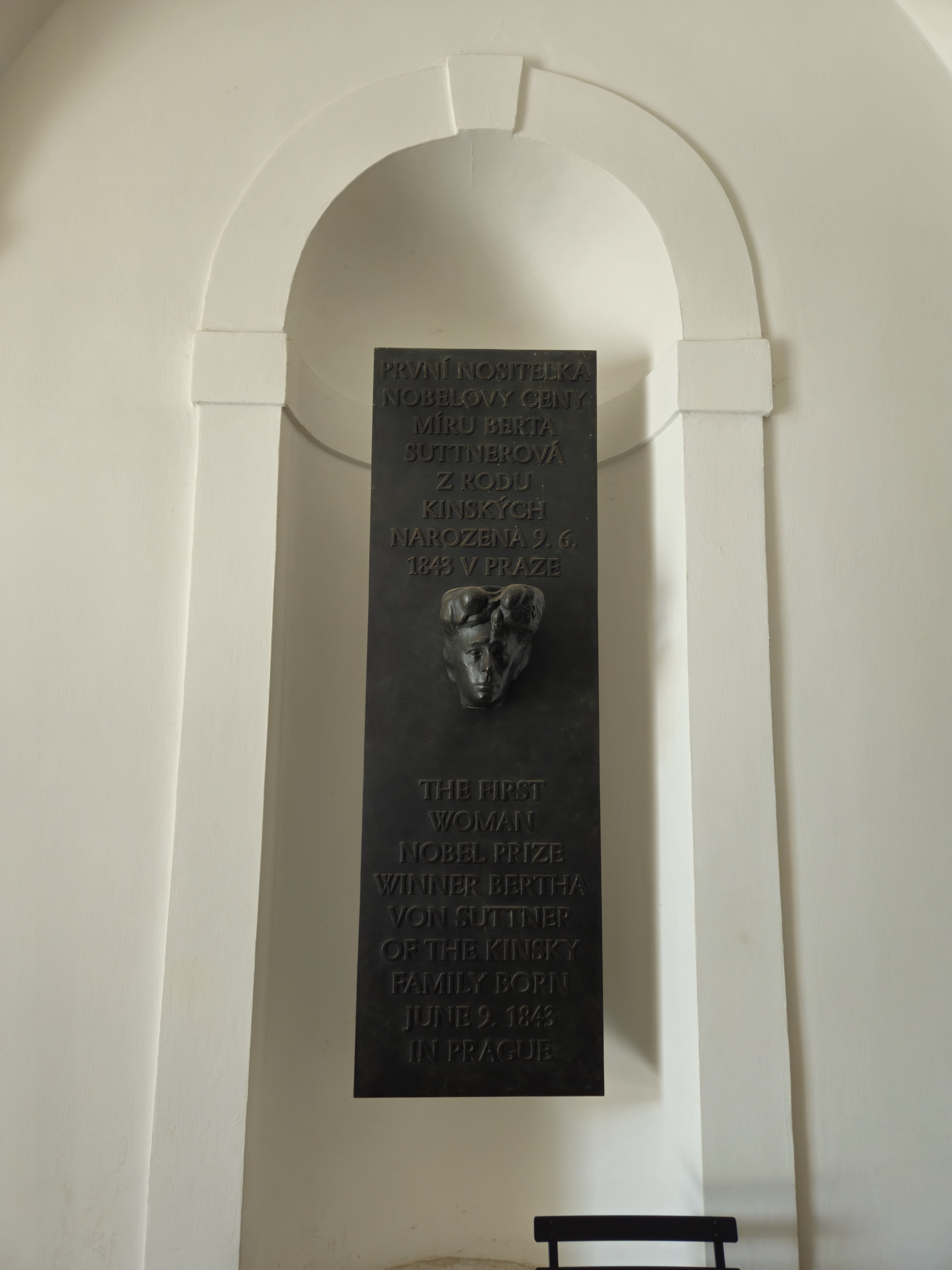
Pamětní deska Berty Suttnerové v Paláci Kinských
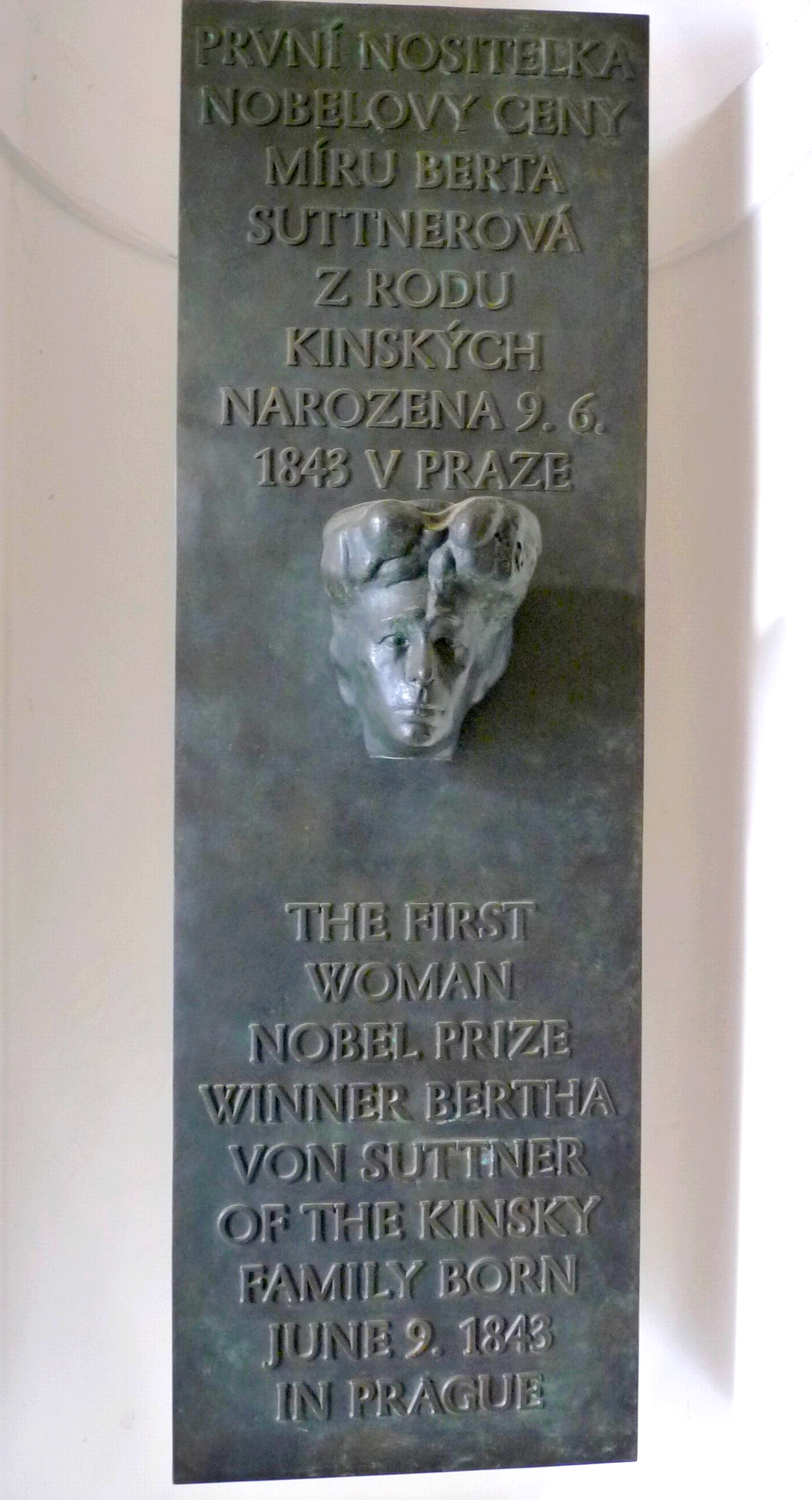
Detail pamětní desky B. Suttnerové
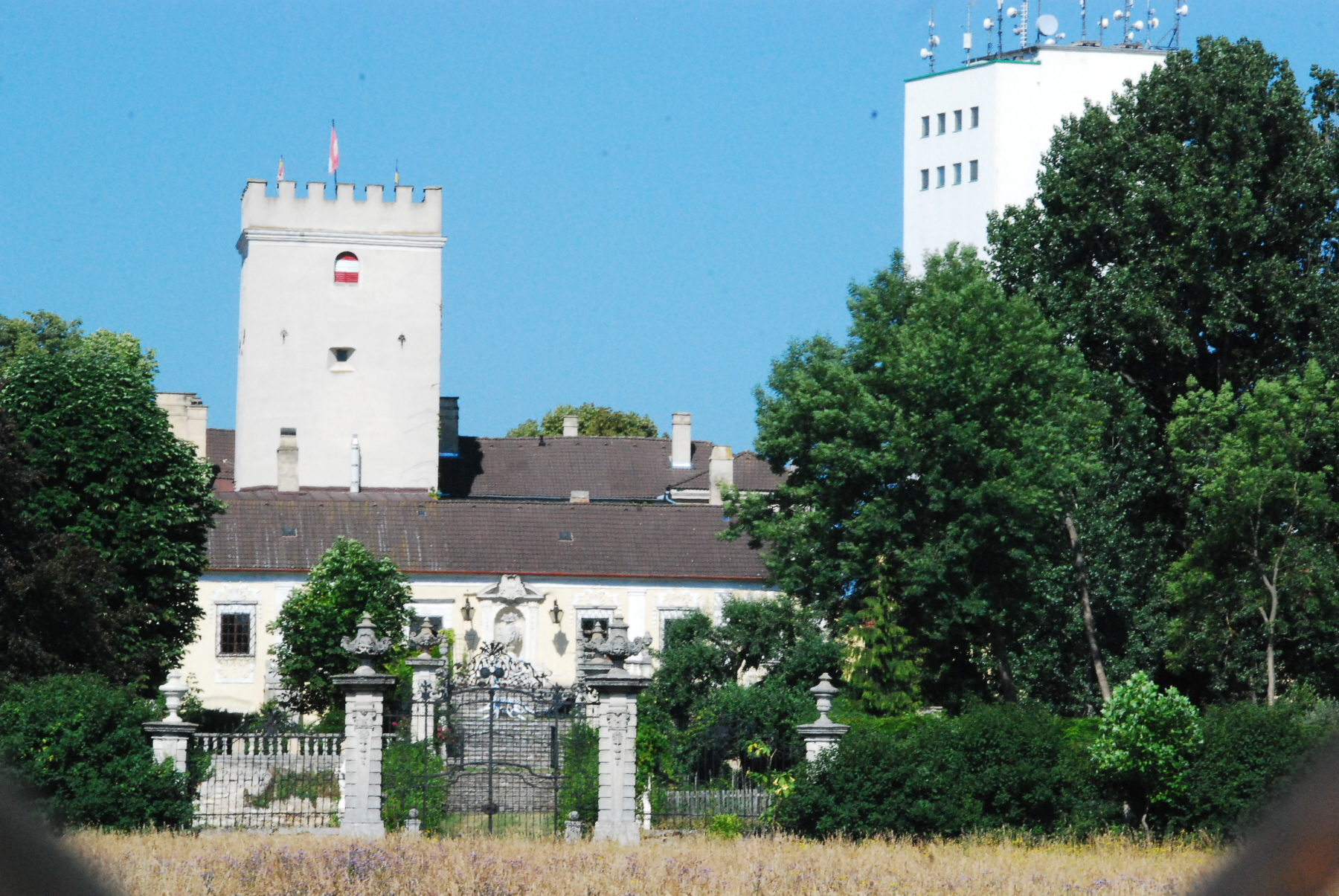
zámek Harmannsdorf, Dolní Rakousko